# Museo nazionale della Civiltà egiziana
Il Museo Nazionale della Civiltà Egiziana (in arabo المتحف القومي للحضارة المصرية‎?, in inglese National Museum of Egyptian Civilization, NMEC) è un museo sito ad al-Fustat, Il Cairo, costruito per ospitare oltre 50.000 reperti archeologici dell'Antico Egitto ed altri fino ai giorni nostri.

## Descrizione
Il museo è stato progettato dall’architetto egiziano El Ghazzali Kosseiba (il progetto iniziale risale al 2002), mentre gli spazi espositivi sono stati progettati dall’architetto giapponese Arata Isozaki.
La collezione permanente è divisa in due zone separate, una cronologica l'altra tematica. Le aree cronologiche sono le seguenti: arcaica, faraonica, greco-romana, copta, medievale, islamica, moderna e contemporanea. La zona tematica è costituita da aree denominate Albori della civiltà, il Nilo, Scritti e pensiero, Stato e società, Cultura dei materiali, Credenze e pensiero ed, inoltre, dalla Galleria delle mummie reali.

## Storia
Dopo una parziale apertura nel febbraio 2017 il museo è stato ufficialmente inaugurato il 3 aprile 2021 dal presidente Abdel Fattah al-Sisi, al termine della traslazione dal Museo Egizio di 22 mummie (di cui 18 faraoni e 4 regine), in un evento chiamato la parata d'oro dei faraoni.
L'UNESCO ha fornito assistenza tecnica alla realizzazione del museo.
Le collezioni saranno trasferite da altri musei egizi come il Museo Egizio, il Museo Copto, il Museo di Arte Islamica, il Palazzo e museo Manial a Il Cairo e il Museo Reale dei Gioielli di Alessandria.